# Гаптоклон

На изображении слева — голограмма, справа — рука-образец держит цветной шарик.

Гаптокло́н (англ. HaptoClone) — японский исследовательский проект направленный на создание осязаемых голограмм, так называемых тактильных голограмм (то есть позволяющих к ним прикоснуться). 
Голографическое изображение в рамках проекта получают посредством сверхбыстрых фемтосекундных лазеров или ультразвука.
Впервые представлен японскими учёными на конференции по вопросам компьютерной графики SIGGRAPH в 2015 году.
Существует несколько различных способов получения тактильных ощущений. В одном случае короткие, но мощные вспышки лазера порождают небольшие облачка плазмы в той точке, где рождается голограмма, и любые взаимодействия пальцев или предметов можно отслеживать по изменению формы этих облачков. Учёные говорят, что на ощупь их голограмма напоминает наждачную бумагу.
В другом способе, когда человеческая рука соприкасается с голограммой в так называемом рабочем пространстве, система излучает ультразвук, который, концентрируясь на границе между виртуальным изображением и рукой, оказывает давление на руку так, что рука чувствует как бы давление от контакта с 3D-объектом. При взаимодействии руки с объектом система вычисляет силу давления, которая может повлиять на реальный объект, и корректирует голограмму, в результате чего образ соответственно изменяется. Например, шарик немного сплющивается и отскакивает как бы от толчка руки. Учёные подбирают такую интенсивность ультразвука системы, использующей гаптик-технологию, чтобы она не повредила ткани руки.
Тактильно осязаемая голографическая система позволит управлять голограммами, менять их положение в пространстве и поведение. Создатели предполагают, что впоследствии при помощи таких интерфейсов можно будет управлять компьютером.